# Jagex
Jagex (auch Jagex Games Studio) ist ein Entwickler von Onlinespielen mit Sitz in Cambridge, England. Jagex ist bekannt für die Entwicklung des MMORPG RuneScape.
Jagex ist spezialisiert auf Spiele, die ohne den Download von Zusatzprogrammen im Browser gespielt werden können, weshalb bevorzugt die Programmiersprache Java verwendet wird. Der Name Jagex stand früher für Java Gaming Experts, heute nennt sich die Firma Just About the Game Experience.

## Geschichte
Im Jahr 1999 tauchte der Name zunächst als Name für eine von Andrew Gower produzierte Engine auf, die Abkürzung stand für Java-Audio+Graphics Extension. Schnell fing Gower allerdings an, unter dem Namen zu handeln, wobei er Jagex als eine „kleine, englische Softwarefirma, die hochwertige Spiele für Homepages produziert“ bezeichnete. Als offizielle Unternehmensbezeichnung wurde Jagex 2001 eingetragen, als Andrew mit seinem Bruder Paul Gower das Spiel RuneScape veröffentlichte. Ersten kommerziellen Erfolg konnte die Firma erlangen, als 2002 die kostenpflichtige Version von RuneScape erschien. Von dort an wuchs die Spieleranzahl in RuneScape. Jagex begann, ihr Spiel in Deutsch, Französisch und Brasilianisch zu übersetzen. Im März 2008 veröffentlichten sie das Spieleportal FunOrb, das ebenfalls eine kostenpflichtige Version hat.
2009 und 2010 erhielt Jagex jeweils den Golden Joystick Award in der Kategorie UK Developer of the Year.
Jagex arbeitete an einem RuneScape-Nachfolger MechScape. Die Entwicklung wurde jedoch im August 2009 kurz vor der Fertigstellung des Spiels abgebrochen und wieder von vorn begonnen, da es nicht die gewünschten Qualitätsstandards erreichte. Die Entwicklungskosten des Spieles lagen bis dahin laut CEO Mark Gerhard deutlich im zweistelligen Millionen-Bereich („tens of millions of pounds“). Viele Bestandteile des Projektes, darunter die Spiel-Engine, werden in einem neuen Projekt wiederverwendet werden.